# Daschdsewegiin Namdschilmaa
Daschdsewegiin Namdschilmaa (mongolisch Дашзэвгийн Намжилмаа, ᠳᠠᠱᠵᠧᠪᠭᠡᠶᠢᠨ ᠨᠠᠮᠵᠢᠯᠮᠠ; Dashzevgiin Namjilmaa, Namjilmaa Dashzeveg, Namjilmaa Dasjzeveg * 25. Mai 1944 in Ulaanbaatar) ist eine ehemalige mongolische Leichtathletin.
Sie belegte bei den Olympischen Sommerspielen 1964 in Tokio im Diskuswurf Platz 17. Im Kugelstoß-Wettkampf war sie gemeldet, trat jedoch nicht an. Bei den Olympischen Sommerspielen 1968 in Mexiko-Stadt wurde sie im Diskuswurf Zwölfte. Darüber hinaus gewann sie bei den Asienspielen 1974 in Teheran im Diskuswurf die Silbermedaille.